# Lepenica (Vladičin Han)
Pour les articles homonymes, voir Lepenica.
Lepenica (en serbe cyrillique : Лепеница) est un village de Serbie situé dans la municipalité de Vladičin Han, district de Pčinja. Au recensement de 2011, il comptait 675 habitants.

## Démographie
| 1948 | 1953 | 1961 | 1971 | 1981 | 1991 | 2002 | 2011 |
| ---- | ---- | ---- | ---- | ---- | ---- | ---- | ---- |
| 560  | 626  | 633  | 736  | 803  | 669  | 734  | 675  |

|  |